# Чейзен, Фредерик Наттер
Фредерик Наттер Чейзен (англ. Frederick Nutter Chasen; 1896, Норфолк — 13 февраля 1942, Сингапур) — британский зоолог.

## Биография
Родился в Норфолке. С 1912 работал в качестве стажёра в Нориджском музее. Во время Первой мировой войны с 1914 по 1818 годы служил в добровольческом полку Norfolk Yeomanry. После демобилизации вернулся в музей, где был штатным сотрудникм до 1921 года. В 1921 году назначен помощником куратора в Национальном музее Сингапура. В 1932 стал его директором. Участвовал в экспедициях на Малайском полуострове, Суматре, Яве, Калимантане, на острова Южно-Китайском моря, Сиамского залива и Малаккского пролива. Был признанным знатоком животных и птиц Юго-Восточной Азии. Подготовил третий и четвёртый тома справочника «Птицы полуострова Малакка» (англ. The Birds of the Malay Peninsula), начатого Гербертом Робинсоном. Погиб при крушении судна, на котором он пытался покинуть оккупированный японцами Сингапур. У учёного остались две дочери — Хитер и Элизабет.
Описал множество видов птиц и млекопитающих Юго-Восточной Азии, в том числе: Charadrius javanicus Chasen, 1938, Otus mentawi Chasen & Kloss, 1926, Otomops formosus Chasen, 1939, Hylopetes sipora Chasen, 1940, Glischropus javanus Chasen, 1939 и Presbytis siberu (Chasen & Kloss, 1928).

## Память
В честь Чейзена назван вид ядовитых змей Garthius chaseni с острова Калимантан, а также клоп Microsanta chaseni (Miller, 1941), двукрылые Azana chaseni (Edwards, 1933), Pselliophora chaseni Edwards, 1932 и Limonia chaseni Edwards, 1933, кузнечики Indogneta chasenii (Karny, 1926) и Xiphidiopsis chaseni Karny, 1926, стрекоза Calicnemia chaseni Laidlaw, 1928, пресноводный краб Stoliczia chasenii (Roux, 1934), козодой Batrachostomus chaseni Stresemann, 1937.